# Dzibilchaltún

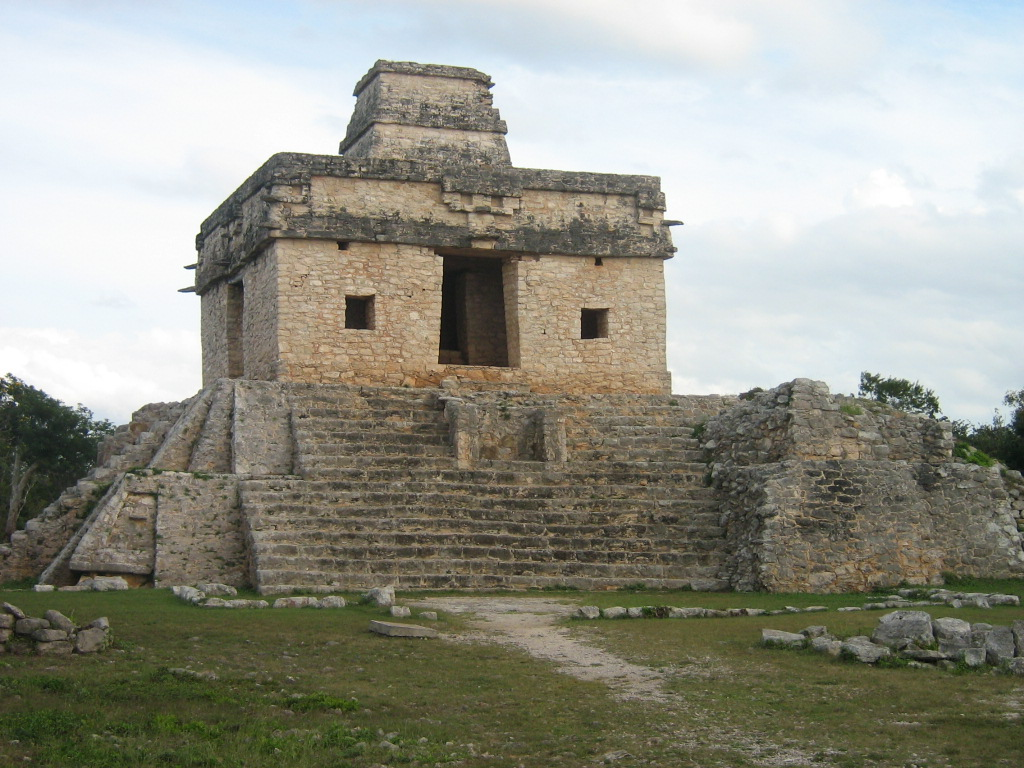
Az ún. hét baba temploma

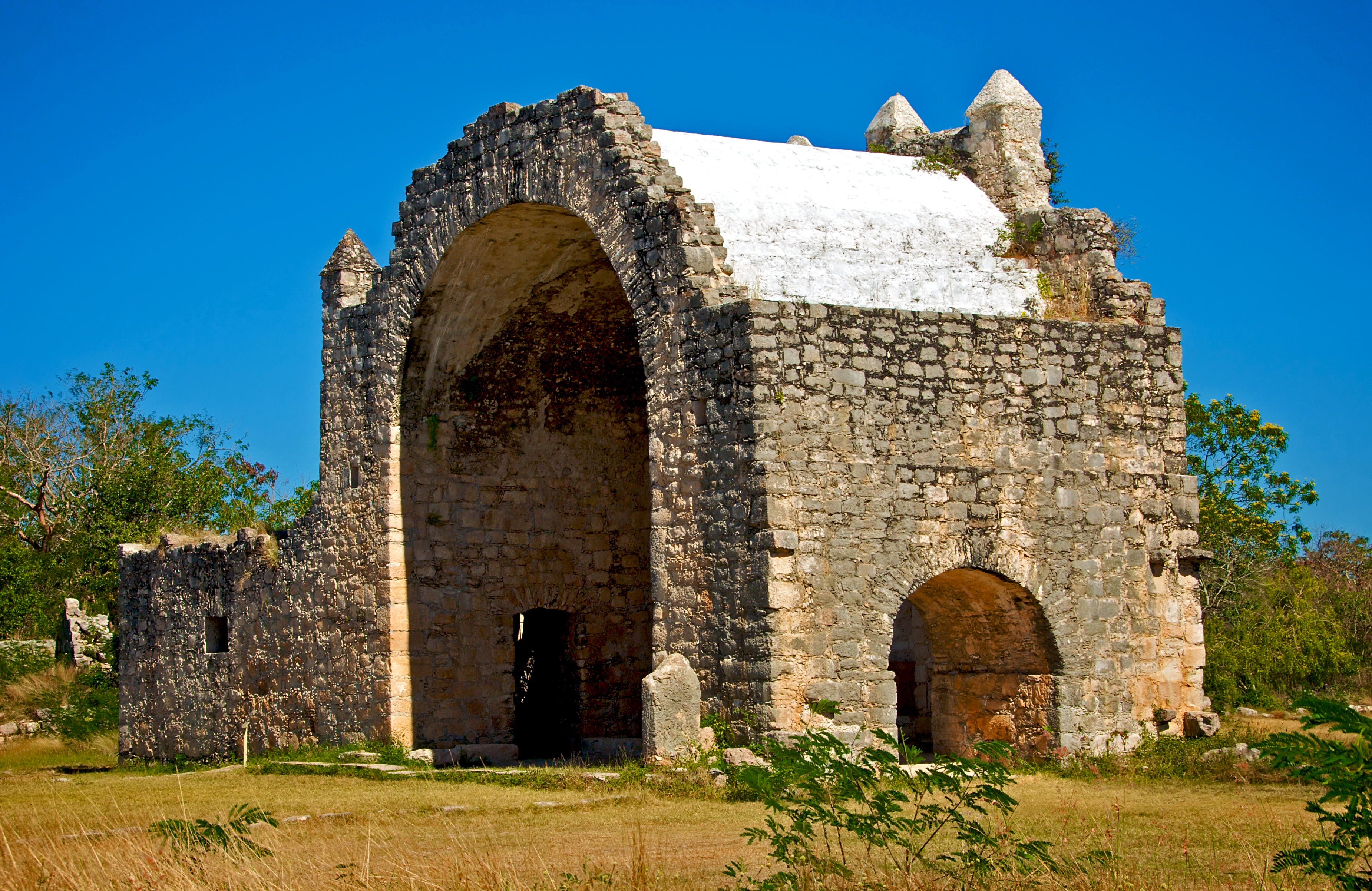
A spanyol hódítás idejéből származó templom romjai.

Dzibilchaltún egy ókori maja városrom a mexikói Yucatán-félszigeten, Yucatán államban, az állam fővárosától, Méridától néhány kilométerre északra. 16 négyzetkilométeres kiterjedésével és a több mint 8000 dokumentált épülettel a félszigeten az egyik legnagyobb maja romváros. A település legkorábbi nyomai az i. e. 9. századig nyúlnak vissza, a lakosság száma azonban csak i. e. 250-től növekedett jelentősen és a klasszikus maja kor végére, 830. körül érte el csúcspontját. A legtöbb felirat ebből a korszakból származik. Bár mind az építkezések, mind a lakosság száma lecsökkent az első ezredforduló idejére, sok más maja városállammal ellentétben lakosai nem adták föl teljesen. Még a spanyol hódítás idején, sőt utána is lakott volt, mint ezt bizonyítja is egy a romváros területén található keresztény templom is.